# Campeonato Paulista de Futebol de 1987 - Divisão Especial
O Campeonato Paulista de Futebol de 1987 - Divisão Especial foi a 41.ª edição do torneio promovida pela Federação Paulista de Futebol, e equivaleu ao segundo nível do futebol no estado de São Paulo. O campeão União São João, da cidade de Araras, e o vice-campeão São José conquistaram o acesso para o Campeonato Paulista de Futebol de 1988.